# Rudi Dutschke

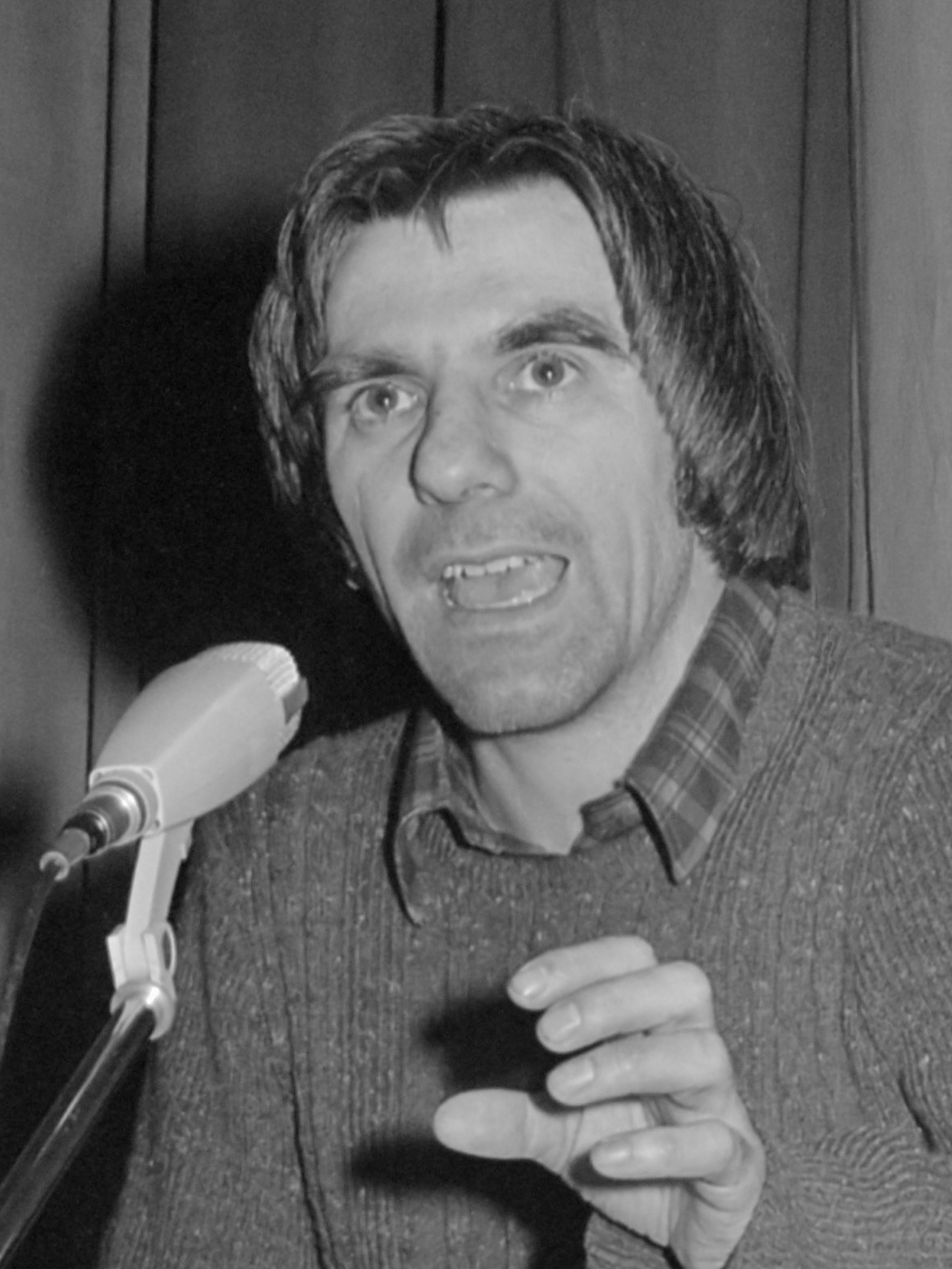
Rudi Dutschke (1976)

Rudi Dutschke (Schönefeld, 7 maart 1940 - Aarhus, Denemarken, 24 december 1979), 'Roter Rudi', was de bekendste studentenleider van Duitsland uit de jaren 1960. Hij was een van de leiders van de Duitse Socialistische Studentenvereniging. Bij een aanslag op hem in april 1968 liep hij een hersenbeschadiging op; aan de gevolgen daarvan overleed hij eind 1979.

## Privéleven
Dutschke werd geboren in Schönefeld, dat vanaf 1949 in de DDR lag. Zijn vader was postbode. Rudi was een goede atleet en dacht erover om sportjournalist te worden. Na het afronden van het gymnasium weigerde hij dienst in het Oost-Duitse leger. Daardoor werd het hem onmogelijk gemaakt te studeren en hij vluchtte in 1961 naar West-Berlijn, een dag voor de Berlijnse Muur werd gebouwd. Hij studeerde sociologie aan de Vrije Universiteit van Berlijn, bij onder andere Richard Löwenthal en Klaus Meschkat. Hij trouwde in 1966 met de Amerikaanse Gretchen Klotz, ze kregen drie kinderen. De jongste, Rudi-Marek, werd geboren in 1980 na de dood van Rudi Dutschke. Hij zou later politicus worden bij de Groenen. De twee oudere kinderen, Hosea-Che en Polly-Nicole, werden geboren in 1968 en 1969.

## Politieke visie
Tijdens zijn studie aan de universiteit kwam hij in contact met het marxisme. Hij was sterk beïnvloed door onder andere Rosa Luxemburg. Hij werd in 1965 lid van de SDS, de Sozialistische Deutsche Studentenbund. De studentenbeweging groeide in deze periode zeer snel, ze organiseerde onder andere protestmarsen tegen de oorlog in Vietnam. Hij wilde dat de revolutie in de Westerse landen hand in hand zou gaan met de vrijheidsbeweging in de Derde Wereld. Zijn socialisme was sterk doordrongen van zijn christelijke wortels. Hij noemde Jezus de "Grootste Revolutionair". Na de moord op Benno Ohnesorg, door de Duitse rechercheur Karl-Heinz Kurras, werd een deel van de studentenbeweging gewelddadiger. Dutschke pleitte echter voor een "lange mars door de instituten van macht" om zo van binnenuit de overheid en de samenleving radicaal te veranderen. Hiermee koos hij voor een andere koers dan de geweldspiraal van de Rote Armee Fraktion, hoewel hij sympathie had voor hun idealen. Dutschke voegde de daad bij het woord en voegde zich bij de nieuwe partij, Die Grünen. Vanuit Groningen waar hij tijdelijk woonde had hij intensief contact met de oprichters van de partij.
In een televisie-interview op 3 december 1967 zei hij: “het huidige parlementair systeem is nutteloos: we hebben in ons parlement geen vertegenwoordigers die de belangen van onze bevolking uitdrukken, de echte belangen van onze bevolking”.

## Visie op het terrorisme
Dutschke was een antiautoritair marxist. Hij stond kritisch tegenover het individuele terrorisme dat werd gepredikt door verschillende radicale linkse groeperingen, zoals de Tupamaros in Uruguay en door de Rote Armee Fraktion (RAF) in Duitsland zelf. “Terreur dwarsboomt het leerproces van de verdrukten”, schreef hij in een brief aan de krant Der Spiegel na de moord op Günter von Drenkmann. In de krant Die Zeit van 16 september 1977 waarschuwde hij tegen de negatieve gevolgen van terrorisme: “Individuele terreur leidt tot despotisme en niet tot socialisme”.

## Moordaanslag

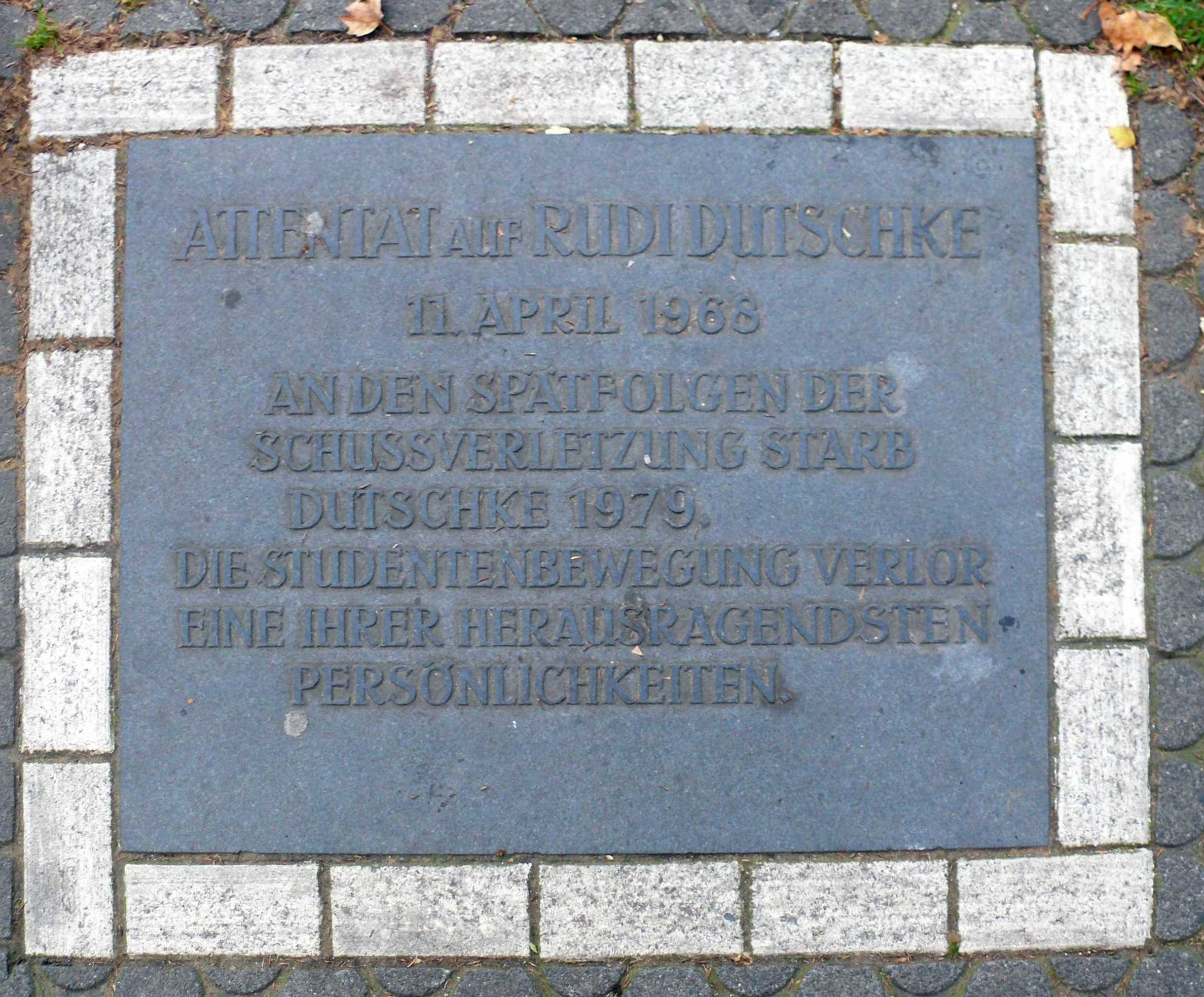
Herdenkingsplaquette voor Rudi Dutschke op kruising van Kurfürstendamm en Joachim-Friedrich Straße in Berlin-Wilmersdorf

In het dagblad Bild van de Springer-pers werd openlijk opgeroepen om Dutschke tegen te werken. In de lente 1968 schreef de radicaal-rechtse Deutsche Nationalzeitung een artikel waarin tot het volgende werd opgeroepen: "Stoppt Dutschke jetzt! Sonst gibt es Bürgerkrieg" (vertaling: "Stop Dutschke nu! Anders komt er burgeroorlog"). Een jonge arbeider uit West-Berlijn, Josef Bachmann, nam die oproep serieus en schoot op 11 april 1968 Rudi Dutschke neer. Hij trof hem aan de ingangspoort van de SDS-centrale en vroeg hem of hij Dutschke was. Na bevestiging schoot hij zonder pardon drie kogels door Dutschkes lichaam en hoofd. De studentenleider werd in levensgevaar naar het ziekenhuis vervoerd, maar overleefde. Onmiddellijk na de aanslag werd het uitgeversconcern Axel Springer beschuldigd van het veroorzaken van de aanslag, vanwege de anti-studentencampagne die zijn bladen voerden. De verspreiding van de bladen werd vervolgens door studenten geblokkeerd. Dat leidde in verschillende Duitse steden tot straatgevechten met de politie. Dutschke leed lange tijd aan de directe gevolgen van de aanslag en moest maanden rust nemen. Daartoe verbleef hij in Zwitserland, Italië, Groot-Brittannië en Denemarken. Tijdens zijn sabbatical nam hij een jaar de leerstoel van Ger Harmsen waar. Zijn publieke colleges moesten vanuit meerdere collegezalen tegelijk gevolgd worden. Deze grote belangstelling was zeer tegen de zin van de Groninger Studentenbond (GSB) die onder de dominante invloed stond van de CPN (Fre Meis) die niets moest hebben van Dutschkes anti-leninisme. Elf jaar na de aanslag zou hij alsnog overlijden door verdrinking, vanwege hersenletsel gerelateerd aan de aanslag.
Op 3 januari 1980 werd Dutschke plechtig begraven op het Sint-Anna-kerkhof in Berlin-Dahlem, in het bijzijn van ongeveer zesduizend mensen. Later, niet ver van zijn graf, werd de politiek theoloog Martin Niemöller begraven.

## Anekdote

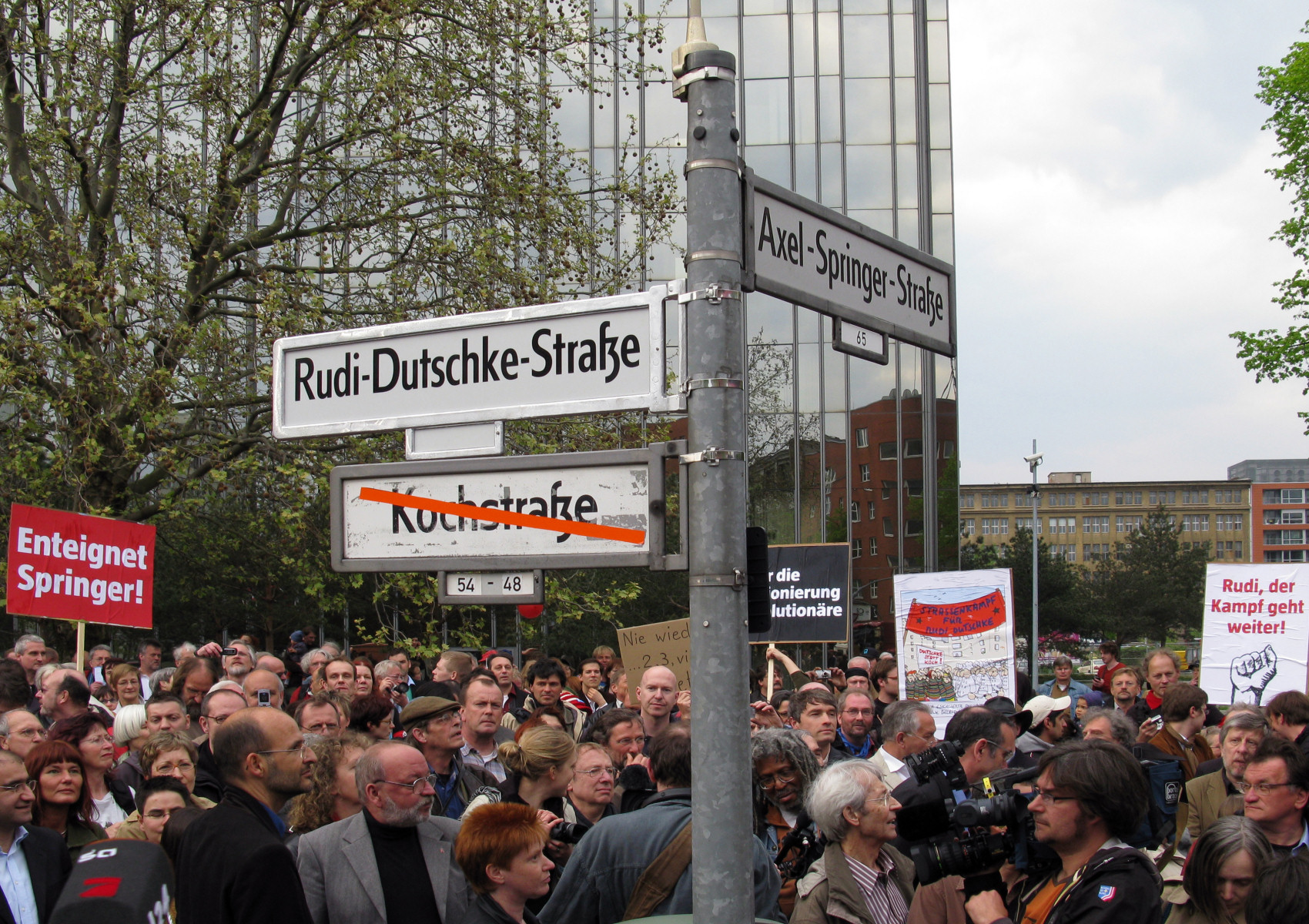
De doop van de Rudi-Dutschke-Straße.

Op 30 april 2008 werd een deel van de Kochstraße in Berlijn officieel omgedoopt tot Rudi-Dutschke-Straße. 